# Soja
Soja (lat. Glycine), biljni rod iz porodice mahunarki porijeklom iz jugoistočne Azije i Australije. Najznačajnija među njima u ljudskoj prehrani je Glycine max.

## Vrste
1. Glycine albicans Tindale & Craven
2. Glycine aphyonota B.E.Pfeil
3. Glycine arenaria Tindale
4. Glycine argyrea Tindale
5. Glycine canescens F.J.Herm.
6. Glycine clandestina J.C.Wendl.
7. Glycine curvata Tindale
8. Glycine cyrtoloba Tindale
9. Glycine dolichocarpa Tateishi & H.Ohashi
10. Glycine falcata Benth.
11. Glycine gracei B.E.Pfeil & Craven
12. Glycine hirticaulis Tindale & Craven
13. Glycine koidzumii Ohwi
14. Glycine lactovirens Tindale & Craven
15. Glycine latifolia (Benth.) Newell & T.Hymowitz
16. Glycine latrobeana (Meisn.) Benth.
17. Glycine max (L.) Merr.
18. Glycine microphylla (Benth.) Tindale
19. Glycine montis-douglas B.E.Pfeil & Craven
20. Glycine peratosa B.E.Pfeil & Tindale
21. Glycine pindanica Tindale & Craven
22. Glycine pullenii B.E.Pfeil, Tindale & Craven
23. Glycine remota M.D.Barrett & R.L.Barrett
24. Glycine rubiginosa Tindale & B.E.Pfeil
25. Glycine stenophita B.E.Pfeil & Tindale
26. Glycine syndetika B.E.Pfeil & Craven
27. Glycine tabacina (Labill.) Benth.
28. Glycine tomentella Hayata